# Петренко Вадим Михайлович
Вади́м Миха́йлович Петре́нко (8 січня 1946, м. Ревда, Свердловська область, Росія — 13 травня 2022) — український політик. Колишній народний депутат України. Член ВО «Батьківщина», голова Полтавської обласної організації з жовтня 1999 року.

## Освіта
У 1975 році закінчив Український політехнічний інститут, а у 1984 році — Вищу партійну школу при ЦК КПУ.

## Кар'єра
Працював зварювальником, змінним майстром, начальником цеху, заступник голови інженера Карлівського механічного заводу Полтавської області в Карлівському і Кобеляцькому райкому КПУ, Полтавському обкому КПУ. Червень 1988 — вересень 2002 — перший заступник генеральний директора ВАТ «Полтаваголовпостач» і директор дочірніх підприємств-філій «Промпостач» і «Металопромпостач». 2005–2006 — заступник голови Полтавської обласної державної адміністрації.
Довірена особа кандидата на пост пост Президента України Віктора Ющенка в ТВО № 148 (2004–2005).

## Парламентська діяльність
Квітень 2002 — кандидат в народні депутати України від «Блоку Юлії Тимошенко», № 34 в списку. На час виборів: перший заступник генеральний директора ВАТ «Полтаваголовпостач», член ВО «Батьківщина».
Народний депутат України 5-го скликання з 25 травня 2006 до 12 червня 2007 від «Блоку Юлії Тимошенко», № 40 в списку. На час виборів: заступник голови Полтавської обласної державної адміністрації, член ВО «Батьківщина». Член фракції «Блок Юлії Тимошенко» (з травня 2006). Член Комітету з питань державного будівництва, регіональної політики та місцевого самоврядування (з липня 2006). 12 червня 2007 достроково припинив свої повноваження під час масового складення мандатів депутатами-опозиціонерами з метою проведення позачергових виборів до Верховної Ради України.
Народний депутат України 6-го скликання з 23 листопада 2007 до 12 грудня 2012 від «Блоку Юлії Тимошенко», № 40 в списку. На час виборів: пенсіонер, член ВО «Батьківщина». Член фракції «Блок Юлії Тимошенко» (з листопада 2007). Голова підкомітету з питань органів виконавчої влади Комітету з питань державного будівництва та місцевого самоврядування (з грудня 2007).
Помер 13 травня 2022 року у віці 76 років.